# جيريمي سانت لويس
جيريمي سانت لويس (بالإنجليزية: Jeremy St. Louis)‏ هو معلق رياضي أمريكي، ولد في 22 أكتوبر 1971.